# Слово љубве
Слово љубве односно Реч о љубави је књижевно дело (песничка посланица
 тј. нека врста песме у прози
) које је почетком XV века (1404. или 1409) написао тадашњи владар Србије, Стефан Лазаревић (кнез 1389 — 1402, деспот 1402 — 1427). Он се у њој обраћа неименованој блиској особи са којом је у лошим односима, које би желео да поправи, због чега се сматра да је Слово љубве написано за његовог брата Вука, са којим је тада био у отвореном сукобу.
Ово дело се састоји из десет делова (строфа), чија почетна слова дају његов назив тзв. акростих. Основна црта стила писања је недореченост, за коју академик Миодраг Павловић наводи да даје потребну елеганцију песничком тексту и обезбеђује тајновитост тананим осећањима.
 Са друге стране, писац је веома конкретан у својим приказима природе који су дескриптивни
 и у којима као да се слути ренесанса.